# ジェット・ウィリアムズ (野球)
ジェット・マイケル・ウィリアムズ（Jett Michael Williams, 2003年11月3日 - ）は、アメリカ合衆国テキサス州ダラス出身のプロ野球選手（遊撃手）。右投右打。MLBのニューヨーク・メッツ傘下所属。

## 経歴
2022年のMLBドラフト1巡目（全体14位）でニューヨーク・メッツから指名され、予定していたミシシッピ州立大学への進学を取りやめプロ入り。契約金は390万ドル。傘下のルーキー級フロリダ・コンプレックスリーグ・メッツでプロデビューした。